# Школа № 1568
Государственное бюджетное общеобразовательное учреждение города Москвы «Школа № 1568 имени Па́бло Неру́ды» — государственное бюджетное образовательное учреждение в Москве с углублённой подготовкой по предметам естественнонаучного, гуманитарного и технического профилей и с углубленным изучением испанского и английского языков.

## История
Лицей открылся 17 января 2006 года. Здание — типовое, по проекту И-1577А. Первый набор составил всего 54 ученика (8 и 9 классы), а в 2009 году состоялся первый набор в 7 класс. В 2011/12 и 2012/13 учебных годах Лицей получил Грант Мэра Москвы за успехи лицеистов. В 2013 г. лицей занимал 16-е место в рейтинге школ Москвы. В том же году лицей был реорганизован в форме слияния со школами № 1237, № 307, № 233 и детскими садами № 1880, № 1606, № 2145, № 1255, № 1928 в государственное бюджетное образовательное учреждение города Москвы лицей № 1568 имени Пабло Неруды. Сокращённое название осталось прежним — ГБОУ лицей № 1568.

## Учебный процесс
Обучение в первом здании школы № 1568 ориентировано на математику, естественные науки (физика, химия) и инженерные дисциплины (черчение, информатика). Эти предметы являются профильными и изучаются углубленно. Для более полного изучения материала и выяснения трудных вопросов организованы бесплатные консультации и факультативы. Поступающие в лицей сдают вступительные экзамены и проходят личное собеседование. Обучение осуществляется с 5 по 11 класс. Лицей осуществляет подготовительные занятия для поступающих и тех, кто желает получить более серьёзные и полные знания.
Учебная программа отличается от общеобразовательной уровнем нагрузки по профильным предметам.
В лицее действуют два компьютерных класса, оснащённых современным оборудованием, два спортивных зала, лаборатории, библиотека. В 2013 году были организованы лаборатории совместно с НИЦ «Курчатовский Институт». Помимо актового зала, есть также конференц-зал, литературная гостиная и зимний сад, используемые для совещаний и открытых уроков.
При лицее размещается музей «Легендарный Севастополь». В музее представлена коллекция адмирала Касатонова и имеется своя библиотека на 500 книг. Музей получал награды на конкурсах школьных музеев и музеев, посвящённых истории Великой Отечественной войны.

## Педагогический состав
Первым директором лицея стал Виктор Петрович Кулешов, ранее возглавлявший лицей № 1537 в том же округе Москвы. С ним на новое место по собственной инициативе перешли два ведущих учителя математики.
Педагоги имеют богатый опыт работы в гимназиях, лицеях, профильных школах. Также профильные предметы ведут преподаватели из таких вузов, как МГТУ им. Баумана, МФТИ, МГУ и других.

## Галерея

Холл
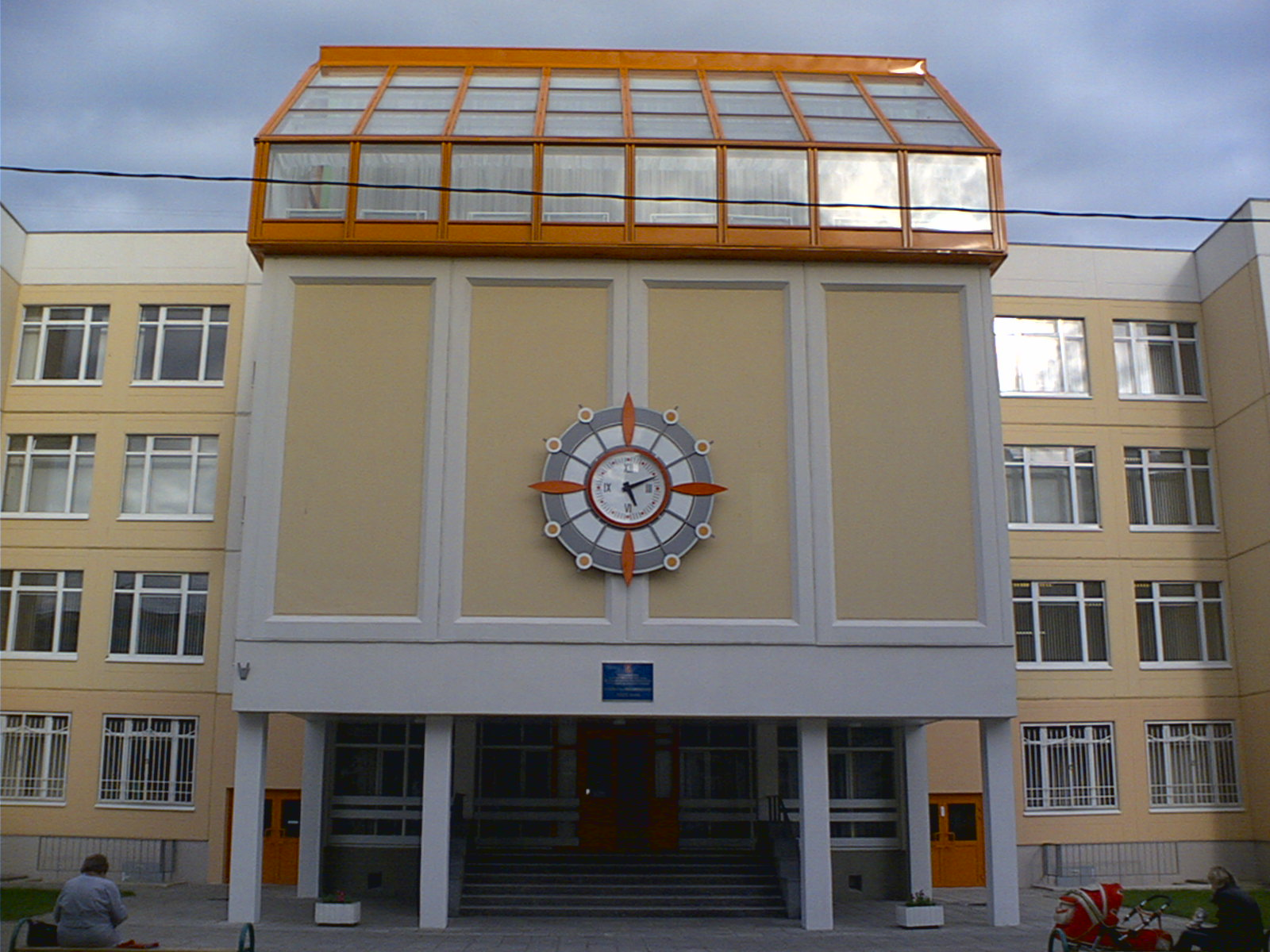
Вид спереди
Столовая
Литературная гостиная
Физкультурный зал
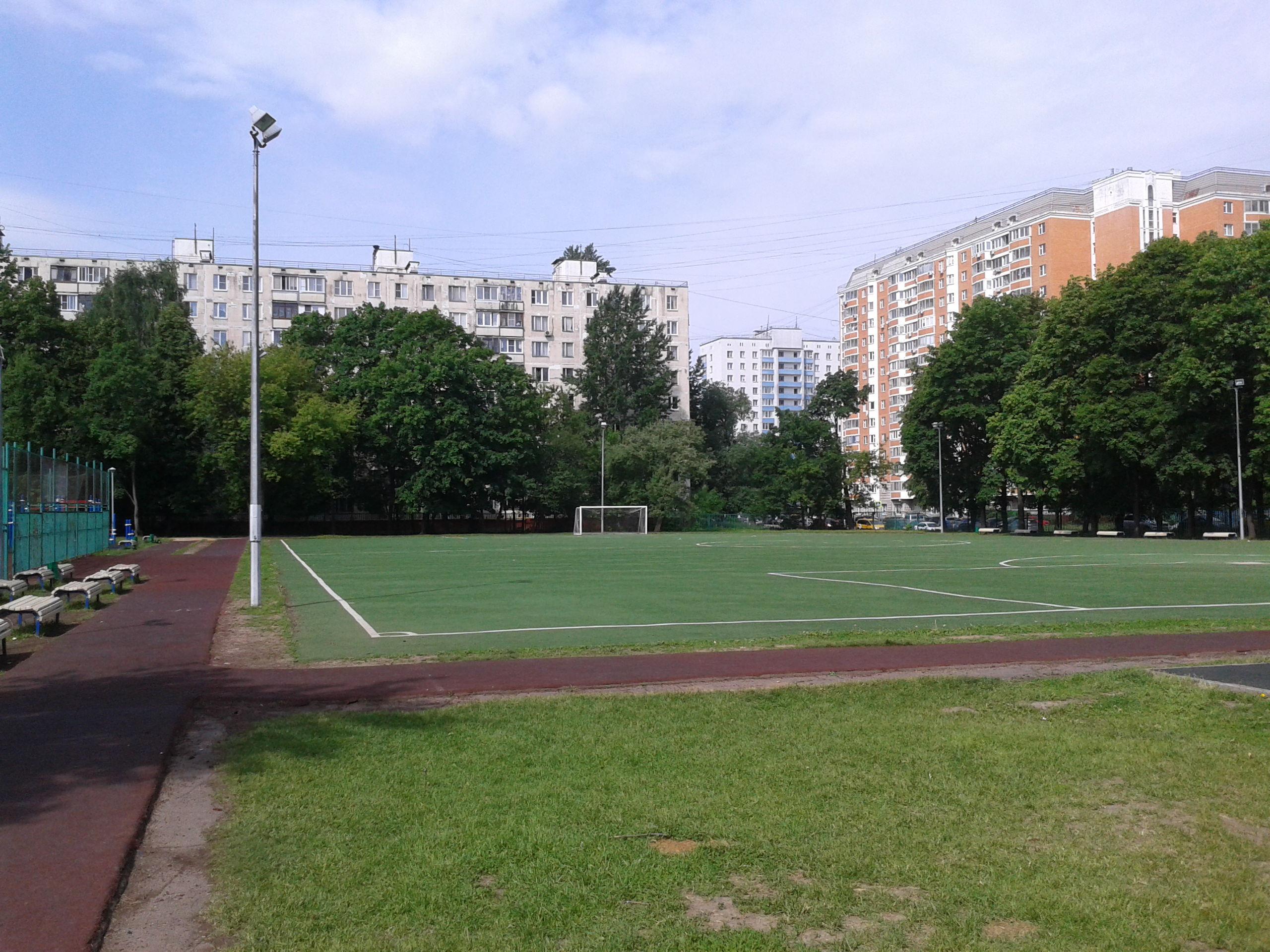
Пришкольный стадион
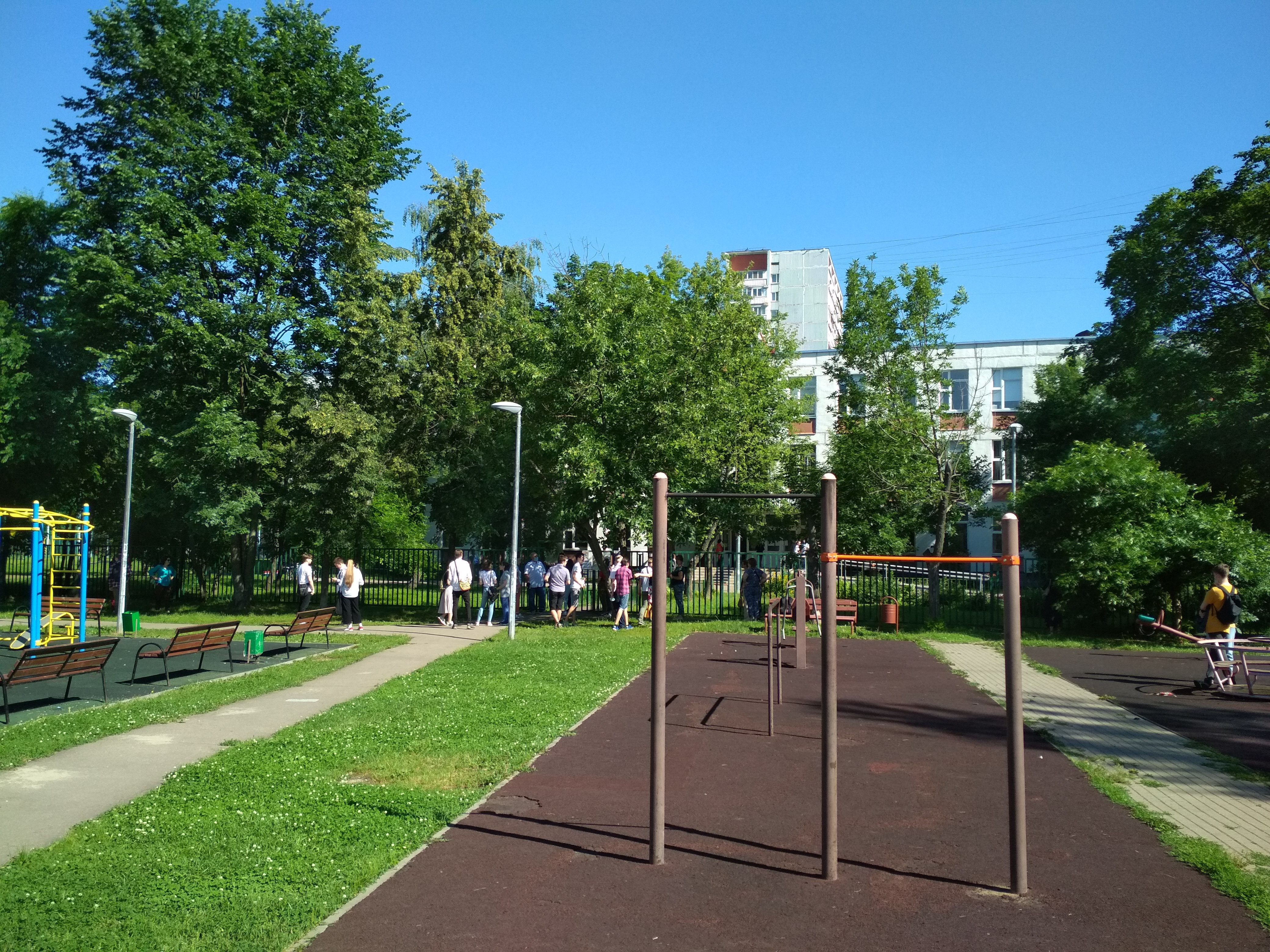
Здание № 4, выпускники готовятся сдавать ЕГЭ. 2020 год